# حريقة بداح (أسلم)

تعديل مصدري - تعديل

حريقة بداح هي إحدى قرى عزلة أسلم الوسط بمديرية أسلم التابعة لمحافظة حجة، بلغ تعداد سكانها 100 نسمة حسب تعداد اليمن لعام 2004.